# Вила-Верде (Виньяйш)
Вила-Верде (порт. Vila Verde) — населённый пункт и район в Португалии, входит в округ Браганса. Является составной частью муниципалитета Виньяйш. По старому административному делению входил в провинцию Траз-уж-Монтиш и Алту-Дору. Входит в экономико-статистический субрегион Алту-Траз-уш-Монтеш, который входит в Северный регион. Население составляет 240 человек на 2001 год. Занимает площадь 14,30 км².